# 완주 안심사 사적비
완주 안심사 사적비(完州 安心寺 事蹟碑)은 대한민국 전북특별자치도 완주군 운주면, 안심사에 있는 석비이다. 1984년 9월 20일 전라북도의 유형문화재 제110호로 지정되었다.

## 개요
사적비란 어떠한 사건에 관련된 사실이나 자취를 기록해 놓은 것으로, 이 비는 안심사 내에 자리하여 절의 사적에 관하여 적고 있다. 안심사는 신라 선덕여왕 7년(638)에 자장율사가 창건하였으며, 그후 다섯 차례에 걸쳐 새로이 고쳐지었다. 조선 숙종 36년(1710)에는 신열이 절을 늘려 짓기도 하였다.
비는 자연암석 위에 비몸을 세우고 지붕돌을 갖추고 있는 모습인데, 특히 지붕돌은 조선 후기에 흔히 나타나는 형식이다. 비문은 4면에 고루 새겼으며, 기록된 내용을 통해 이 절에는 대웅전과 약사전을 비롯한 30여 채의 건물과, 석대암 ·문수전 등의 12개의 암자가 딸려 있었음을 알게 되었다.
조선 영조 35년(1759)에 세운 비로, 비문은 그보다 100년전 즈음인 효종 9년(1658) 이 절의 주지였던 처능의 부탁으로 우의정 김석주가 지은 것이다. 글씨는 비를 세울 당시 이조판서를 지내던 홍계희가 썼다.

## 참고 자료
- 안심사사적비 - 국가유산청 국가유산포털